# Пам'ятник Тарасові Шевченку (Гайворон)

Пам'ятник Тарасові Шевченку в Гайвороні, кінець січня 2018

Пам'ятник Тарасу Шевченку в Гайвороні — пам'ятник-погруддя великому українському поетові Тарасу Григоровичу Шевченку в місті Гайвороні Кіровоградської області.

## Загальна інформація
Розташований у самому центрі міста на площі Тараса Шевченка перед будівлею районного будинку культури (вул. Василя Стуса, 17).
Автор пам'ятника — скульптор Георгій Логвинов із Запоріжжя.

## Опис
Пам'ятник Тарасові Шевченку в Гайвороні являє собою погруддя поета (заввишки понад 1 м), встановлене на прямокутному гранітному постаменті, що стоїть на двоступінчатому стилобаті, облямованому плиткою.
Для погруддя використано традиційний образ Кобзаря. На постаменті напис: Т. Г. Шевченко, нижню частину постамента доповнено традиційним українським (рушниковим) орнаментом.
Простір навколо пам'ятника впорядково, відзначається охайністю.

## Встановлення
Погруддя Т. Г. Шевченка в Гайвороні споруджене коштом міської ради і на благодійні пожертви.
Пам'ятник у місті був урочисто відкритий 9 березня 2004 року — у 190-й день народження геніального поета. Право відкриття було надано його автору, запорізькому скульптору Георгію Логвинову. Міський голова Микола Рябокучма повідомив, що за рішенням міськвиконкому від цього часу площа, на якій встановлено пам'ятник, носитиме ім'я Тараса Шевченка.
Відтоді пам'ятник є традиційним місцем вшанування Кобзаря у Шевченкові дні, покладання квітів у державні і національні свята.

## Джерело
- Інформація з сайту Гайворонської центральної районної бібліотеки [Архівовано 18 червня 2019 у Wayback Machine.]